# العين الزرقاء الشاحبة
العين الزرقاء الشاحبة (بالإنجليزية: The Pale Blue Eye)‏ هو فيلم إثارة رعب أمريكي من إخراج سكوت كوبر وبطولة كريستيان بيل، هاري ميلينج، جيليان أندرسون، لوسي بوينتون وشارلوت غينسبور. من المقرر عرض الفيلم على منصة نتفليكس في 2022.

## القصة
في عام 1830 حقق المحقق المخضرم أوغسطس لاندور في سلسلة من جرائم القتل في الأكاديمية العسكرية الأمريكية في ويست بوينت، نيويورك . يساعده إدغار آلان بو وهو طالب شاب في الأكاديمية.

## روابط خارجية
- العين الزرقاء الشاحبة على موقع IMDb (الإنجليزية)
- العين الزرقاء الشاحبة على موقع ميتاكريتيك (الإنجليزية)
- العين الزرقاء الشاحبة على موقع روتن توميتوز (الإنجليزية)
- العين الزرقاء الشاحبة على موقع نتفليكس (الإنجليزية)
- العين الزرقاء الشاحبة على موقع ألو سيني (الفرنسية)
- العين الزرقاء الشاحبة على موقع أول موفي (الإنجليزية)
- العين الزرقاء الشاحبة على موقع فيلمافينيتي (الإسبانية)
- العين الزرقاء الشاحبة على موقع قاعدة بيانات الفيلم (الإنجليزية)
- العين الزرقاء الشاحبة على موقع ليتربوكسد (الإنجليزية)
- العين الزرقاء الشاحبة على موقع كينوبويسك (الروسية)